# Santa María Petapa
Santa María Petapa es una localidad del estado de Oaxaca, México, en la región del Istmo de Tehuantepec, dentro del distrito de Juchitán, cabecera municipal del municipio del mismo nombre.

## Tiponomía
Petlapa significa "En o sobre las esteras" se compone de petlatl "estera, petate" y de pan "en o sobre".
Al Igual que Santo Domingo Petapa, comparten el mismo tipónimo, a diferencia del santo patrón de su devoción.

## Historia
- 1525: Santa María Petapa obtuvo su primer reconocimiento de tierras otorgado por el monarca español don Carlos V.
- 1700: Construcción del templo católico.
- 1825: Santa María Petapa pertenece al partido de Tehuantepec.
- 1826: Santa María Petapa pertenece al partido de la Villa de Tehuantepec.
- 1844: Santa María Petapa es cabecera de partido y de parroquia subprefectura de Petapa, distrito de Tehuantepec.
- 1853: Santa María Petapa forma parte del Territorio del Istmo de Tehuantepec.
- 1855: Santa María Petapa pertenece al distrito de Tehuantepec Oaxaca.
- 1858: Santa María Petapa pertenece al distrito de Juchitán.
- 1866: Construcción de la casa municipal.
- 1870: Se erige un nuevo distrito político, siendo la cabecera Santa María Petapa.
- 1872: Se suprime el distrito político de Petapa, agregándose al distrito de Juchitán.
- 1891: Santa María Petapa es ayuntamiento del distrito de Juchitán

## Usos y Costumbres
Los usos y costumbres prevalecientes en el municipio son con relación al nombramiento de sus autoridades agrarias, aunque en la actualidad se ha politizado en gran medida. Además, se tienen diferentes celebraciones de tipo religioso que forman parte de la cultura contemporánea del municipio de Santa María Petapa, como son sus dos festividades religiosas que identifican al municipio, una y las más grande festividad patronal en honor a la Virgen de Asunción de María realizado los días 13 al 16 de agosto, y la otra en honor al San Mateo del Mar realizado del 19 al 21 de septiembre.